# Gonomyia (Leiponeura) dipterophora
Gonomyia (Leiponeura) dipterophora is een tweevleugelige uit de familie steltmuggen (Limoniidae). De soort komt voor in het Australaziatisch gebied.